# Barthélemy Louis Joseph Schérer
Barthélemy Louis Joseph Schérer (18. prosince 1747, Delle departement Belfort — 19. srpna 1804, Chauny) byl francouzský generál a ministr války revoluční Francie.

## Život
Schérer byl synem řezníka a již v 11 letech věku vstoupil do rakouské armády. Z té však dezertoval roku 1775 a vrátil se zpět do Francie, kde sloužil v královské armádě. Zde byl příslušníkem dělostřeleckého pluku ve Štrasburku. Tam dosáhl roku 1780 hodnosti majora. Roku 1785 vstoupil do holandských služeb a v roce 1790 pak byl z armády propuštěn v hodnosti podplukovníka. O rok později se vrátil zpět do vlasti. Vstoupil do revoluční armády a v letech 1791-1792 byl kapitánem 82. pěšího pluku a účastnil se s ním bitvy u Valmy (20. září 1792). Roku 1793 jej generál Alexandre de Beauharnais jmenoval svým generálním adjutantem v rýnské armádě. Již o rok později je Scherer povýšen do hodnosti divizního generála a obdržel velení pěší divize v armádě na Sambře a Máze. V témže roce uzavřel manželství civilním sňatkem ve svém rodném městě (3. května 1794). Jeho manželkou se stala Marie Francoise Henriette Caroline Müllerová. Jelikož slavil určité vojenské úspěchy obsazením několika belgických měst (Mons, Landrecies, Valenciennes) byl pověřen vrchním velením italské armády (3. listopadu 1794), ale velmi brzy pak převelen do stejné funkce k východopyrenejské armádě (3. března 1795). Po Basilejském míru (22. července 1795) převzal po Kellermannovi vrchní velení italské armády (31. srpna 1795) a podařilo se mu porazit rakousko-sardinské vojsko v bitvě u Loana (22. až 24. listopadu 1795). Tohoto vítězství však nevyužil a pro trestuhodnou nečinnost byl z velení odvolán a nahrazen mladým generálem Napoleonem Bonaparte (23. února 1796). V roce 1797 byl Direktoriem jmenován do funkce ministra války Francie (23. července). Ve funkci však se projevila jeho úzkoprsost a nevelké organizační schopnosti - byl proto odvolán z ministerského postu (22. ledna 1799) a opět jmenován vrchním velitelem italské armády. Zde však byl spojenými rakouskými a ruskými vojsky pod velením Kraye a Suvorova opakovaně poražen (26. března 1799 u Pastrenga, 30. března 1799 u Verony, 5. dubna 1799 u Magnana) a přinucen ustoupit za Mincio a Oglio. Poté předal velení generálu Moreauovi a zcela se stáhl z veřejného života. Žil pak na svém statku v Chauny (severní Francie) a tam též roku 1804 zemřel.
O jeho nepochopení moderních principů vedení války svědčí jeho zvolání, když se seznámil s plány Napoleona Bonaparte pro první italské tažení „to ať provede stejný blázen, který to vymyslel!!“ a je též znám pohrdlivý výrok Suvorovův na adresu Scherera: ”ten školomet ani nepozná, že jej obkličujeme”.